# Péninsule Scandinave
 (novembre 2018).
Si vous disposez d'ouvrages ou d'articles de référence ou si vous connaissez des sites web de qualité traitant du thème abordé ici, merci de compléter l'article en donnant les références utiles à sa vérifiabilité et en les liant à la section « Notes et références ».
La péninsule Scandinave ou péninsule scandinave est située dans le nord de l'Europe et est formée par la Suède, la Norvège et une partie de la Laponie finlandaise. Elle constitue une partie de la Scandinavie, ensemble formé de ces deux pays et du Danemark. La péninsule scandinave ne se confond pas non plus avec la Fennoscandie constituée de la Suède, de la Norvège et de la Finlande, auxquelles s'ajoutent, en Russie, la péninsule de Kola et la Carélie.

## Géographie

### Limites
Elle est entourée :
- au nord-ouest par la mer de Norvège ;
- au sud-ouest par la mer du Nord ;
- au sud-sud-ouest par le golfe-détroit du Skagerrak, entre la Norvège, le Danemark et la Suède ;
- au sud par le Cattégat et ses détroits qui séparent la Suède  du Danemark ;
- à l'est et au sud-est par la mer Baltique, où elle fait face à la Finlande, aux pays baltes et à la Pologne.

La péninsule scandinave est la plus vaste d'Europe, plus grande que les Balkans, la péninsule Ibérique ou la péninsule italienne. Elle mesure 1 850 km de longueur sur une largeur comprise entre 370 km et 805 km.
La péninsule trouve son origine entre le cap Nord et l'extrémité nord du golfe de Botnie, en mer Baltique. Les Alpes scandinaves définissent la frontière entre la Norvège et la Suède.
La péninsule se poursuit au sud jusqu'aux localités suédoises de Trelleborg et de Smygehuk, cette dernière localité constituant son point le plus méridional. Au sud-sud-ouest, en Norvège, elle se prolonge jusqu'à la petite ville de Mandal, dans le comté de Vest-Agder.

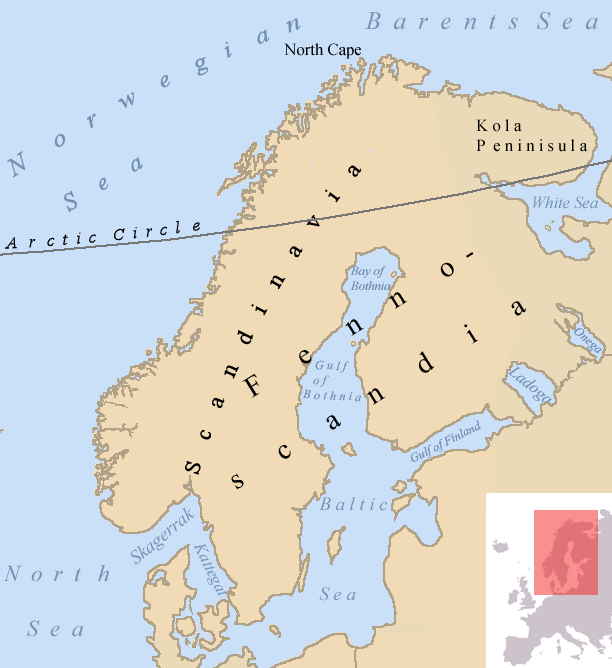
La péninsule scandinave par rapport à la Fennoscandie.

### Géomorphologie
Le plus haut sommet de la péninsule est le Galdhøpiggen d'une altitude de 2 469 m, dans le massif du Jotunheimen,  situé dans le Sud de la Norvège. La Suède est couronnée par le Kebnekaise qui culmine à 2 097 m en Botnie du Nord. En Laponie finlandaise, à proximité de la frontière  norvégienne, se trouve le Ridnitsohkka, à 1 317 m, plus haut sommet entièrement situé en territoire finlandais. Ces sommets nordiques, bien que d'altitude modeste, abritent d'importants glaciers, comme le Jostedalsbreen, le plus vaste d'Europe.
Ces montagnes forment les Alpes scandinaves qui constituent l'épine dorsale de la péninsule. Elles ont été très érodées par les glaciations. Les vallées glaciaires issues de cette période ont formé les fjords dont les plus grands, tels que le Sognefjord ou le Hardangerfjord, se situent dans la partie méridionale de la Norvège. La côte, très découpée, abrite de nombreuses îles côtières.
La partie orientale (côté suédois) est marquée par des vallées conduisant au sud en mer du Nord et au sud-ouest, où, plus importantes et plus nombreuses, les vallées se terminent en mer Baltique. Parmi les plus importants de ces cours d'eau, on peut citer le Klarälven prolongé par le Göta älv qui le relie à la mer du Nord et le Dalälven, qui se jette en mer Baltique. Dans le Norrland, le paysage est marqué par la présence de grandes forêts, avec pour essences principales l'épicéa, le pin sylvestre et le bouleau. On trouve en Suède de nombreux lacs : Mälar, Vänern et Vättern dans le centre et dans le Sud ; Storsjön et Torneträsk dans le Nord.
L'extrême sud de la péninsule, la Scanie, est une plaine agricole.
Les grandes villes de la péninsule sont :
- en Norvège : Oslo, Bergen, Trondheim, Stavanger et Kristiansand ;
- en Suède : Stockholm, Göteborg, Malmö, Uppsala, Västerås et Norrköping.